# Јован Каминијат
Јован Каминијат је био византијски свештеник и историчар из 9. и 10. века.

## Биографија
Мало библиографских података сачуваних о животу Јована Каминијата налазимо у самом његовом једином делу које говори о арабљанском заузећу Солуна 904. године. Заузећу је Каминијат сам присуствовао као очевидац. Био је грађанин Солуна, другог по величини града у Византијском царству. Имао је свештенички чин; био је свештеник епископске солунске цркве. При нападу је са породицом поштеђен уз велики откуп. Одведен је као заробљеник у Тарс у Сирији. Могуће је да је дочекао ослобођење при размени солунских заробљеника за Арабљане 908. године. 
Јованово једино дело је "Заузеће Солуна" (Εις την άλωσιν της Θεσσαλονίκης). Ово је једино дело византијске историографије о овом значајном догађају. Каминијат га је написао на жељу свог пријатеља Григорија Кападокијског. Дело је вероватно писао у заробљеништву. Веома је јасно описао свој завичај, његову околину, развијену трговину, духовни живот, грађане Солуна почетком 10. века. Потом прелази на приказ гусарских напада и заузећа града, као и тешке судбине преживелих грађана. Каминијат је био слабо образован. Образовао се само на црквеним списима и Светом писму. 